# Altamont (Utah)
Altamont è una città degli Stati Uniti d'America, situata nello Stato dello Utah, nella Contea di Duchesne.